# 1014
1014 (MXIV) je bilo navadno leto, ki se je po julijanskem koledarju začelo na petek.

## Dogodki
- maj-julij - Bitka pri Solunu. Bizantinci premagajo Bolgare.↓
- 29. julij - Bitka na Belasici: odločujoča zmaga Bizantincev pod vodstvom cesarja Vasilija II. nad Bolgari. Bolgarskemu carju Samuelu s tem spodleti načrt ponovne vzpostavitve Bolgarskega cesarstva.
- avgust - Bitka pri Strumici: preostale bolgarske sile pod vodstvom Samuelovega sina Gavrila Radomirja premagajo Bizantince. Bolgari so izkoristili ozek teren, ki ni dopuščal večjih formacij. Bizantinski cesar Vasilij Klavec Bolgarov ukaže v znak maščevanja oslepiti na tisoče bolgarskih vojakov,  zajetih v bitki na Belasici. 
  - Samuel  dva meseca po bitki umre. Sinu Gavrilu ne uspe obnoviti bolgarskega cesarstva v prvotnih mejah.
- Po prihodu v Rim nemški in italijanski kralj Henrik II. izžene protipapeža Gregorja VI. in obnovi pravico do Svetega sedeža papežu Benediktu VIII.. Le-ta ga, kot je bilo sklenjeno sporazumno, ga okrona za rimsko-nemškega cesarja. Skupaj z njim je za cesarico okronana njegova žena Kunigunda Luxemburška.
- Nemško-poljska vojna (1002-18): ker je nemški kralj Henrik II. zadržan na kronanju za cesarja v Rimu, poskuša poljski vojvoda Boleslav prevzeti pobudo in pošlje svojega sina na diplomatsko misijo k češkemu vojvodi Oldržihu, ki pa ga ukaže aretirati.
- Danski kralj Sven I. Vilobradi, ki se je leto poprej dal okronati za kralja celotne Anglije, umre po petih tednih vladanja Angliji. Danski prestol nasledi starejši sin Harald II., mlajšemu sinu Knutu pa uspe ob pomoči danske flote zavarovati angleški prestol.
- Odstavljeni angleški kralj Ethelred II. Nepripravljeni se na povabilo angleškega plemstva vrne v Anglijo. Ker pristane na pogoje plemstva, mu uspe zbrati vojsko za nadaljevanje vojne proti Dancem.  1016 ↔
- Bitka pri Clontrafu med vseirskim kraljem Brian Borujem na eni strani ter irskim kraljem Leinsterja, pokrajine na JV Irske, Maelom Mordo in vikinškimi zavezniki mesta Dublin na drugi strani. Bitka, v kateri je sicer zmagala vojska Briana Boruja, se konča s smrtjo obeh voditeljev ter uničenjem političnega vpliva Vikingov na Irskem. Zaradi Borujeve smrti in ker ni bilo enako močnega združitelja, se na Irskem ponovno vzpostavi stanje kronične politične razdrobljenosti z več kot 100 žepnimi kraljestvi.
- Južna Indija: po smrti kralja tamilske dinastije Čola Radžaradžo I. prevzame oblast njegov sin Radžendra I., ki  močno razširi Čolski imperij. V naslednjih letih zavzame Šri Lanko, Bengalijo in pomorsko kraljestvo Srividžaja na otoku Sumatra. Prodor na zahodno obalo Indije ovira močan imperij dinastije Zahodna Čalukija, kljub temu si Radžaradža podredi območje vladavine Vzhodne Čalukije. Med Čolsko dinastijo in Zahodno Čalukijo je bila stalna vojna napetost z veliko spopadi, zato se Radžaradža v iskanju virov raje usmeri v pomorstvo in proti vzhodu ter postane eden redkih indijskih vladarjev, ki so osvajali nova ozemlja daleč zunaj Indije.

## Rojstva
- al-Bakri, arabski andaluzijski zgodovinar in geograf († 1094)

## Smrti
- 3. februar - Sven I. Vilobradi, danski in angleški kralj
- 23. april - Brian Boru, irski kralj (* 941)
- 6. oktober - Samuel, bolgarski car
- Radžaradža I. Veliki, kralj iz tamilske dinastije Čola
- Murasaki Šikibu, japonska pisateljica in pesnica (* 973)